# Cheilanthes notholaenoides
Cheilanthes notholaenoides es una especie de helecho de la familia botánica Pteridaceae. Se distribuye por América

## Descripción
Cheilanthes notholaenoides se caracteriza por la lámina 2-pinnada, las pínnulas a menudo con un solo lobo basal acroscópico y pinnas pinnadas hasta sus ápices con segmentos apicales de similar forma. A menudo esta especie es confundida con Cheilanthes microphylla.
Es un helecho con rizoma cortamente rastrero, generalmente compacto, las escamas 2-4 mm, linear-lanceoladas, enteras, bicoloras; pecíolo 0.3-0.8 veces tan largo como la lámina, negruzco, lustroso, terete, escamoso, las escamas 0.5-1 mm, linear-filiformes, anaranjado-rojizo pálido, subadpresos, tortuosos; la lámina de 15-35 x 3-8 cm, angostamente lanceolada a angostamente oblonga, 2-pinnada, las pínnulas con un lobo basal acroscópico, el haz glabro o con diminutos (0.1 mm) tricomas esparcidos, el envés escamoso, las escamas 0.2-1 mm, linear-filiformes, rojizo pálido, laxamente patentes; pinnas 10-20 pares, 1.5-4 x 0.5-1.2 cm, oblongo-lanceoladas, equiláteras, pinnadas casi hasta el ápice, los segmentos apicales de similar forma; últimos segmentos 1.5-6 x 1-2 mm, elípticos a oblongos; raquis como el pecíolo; costas atropurpúreas, escasamente sulcadas adaxialmente, con escamas linear-filiformes rojizas abaxialmente; nervaduras no visibles; indusio reflexo, escarioso, entero, no decurrente; esporas pardo pálido.

## Distribución y hábitat
Se encuentra en los bosques de Pinus-Quercus, bosques de neblina perennifolios, laderas rocosas, grietas en rocas, salientes rocosas, potreros, a una altitud de 1000-3000 m s. n. m., en el centro sur de Estados Unidos, México, Mesoamérica, Colombia, Venezuela, Perú, Argentina y La Española.

## Taxonomía
Cheilanthes notholaenoides fue descrita por (Desv.) Maxon ex Weath. y publicado en Contributions from the Gray Herbarium of Harvard University 114: 34. 1936.
Sinonimia
- Cheilanthes aspidioides Fée
- Pteris notholaenoides Desv.[2]